# Wierzchownia (województwo kujawsko-pomorskie)
Wierzchownia – wieś w Polsce położona w województwie kujawsko-pomorskim, powiecie brodnickim, gminie Górzno. 
W latach 1975–1998 miejscowość administracyjnie należała do województwa toruńskiego. W latach 1973–74 w gminie Świedziebnia.
3 kwietnia 1911 r. urodziła się w Wierzchowni słynna lekkoatletka, sprinterka, mistrzyni olimpijska z Los Angeles – Stanisława Walasiewicz (zm. 4 grudnia 1980 r. w Cleveland, Ohio, USA).